# László Borbély
László Borbély  (Targu Mures, Rumania, 26 de marzo de 1954) es un político rumano de etnia húngara, que fue consejero de estado y coordinador del Departamento de Desarrollo Sostenible del gobierno rumano; además de haber sido ministro de Medio Ambiente en el gobierno de Emil Boc y en el gobierno de Mihai Răzvan Ungureanu.

## Biografía
László Borbély nació el 26 de marzo de 1954 en la ciudad de Targu Mureș. Estudió en el Instituto de Ciencias Económicas de la Universidad de Timisoara,  de donde se graduó en 1977. Posteriormente se graduó de un curso de posgrado en la Academia de Estudios Económicos de Bucarest, en 1985.
Después de graduarse, trabajó como economista en la empresa mecánica "República" en Reghin y en BJATM Tg. Mureș (1977-1984) y luego como jefe de la Oficina Comercial en ICRA Tg. Mureș (1984-1990).
Inicialmente después de la Revolución de diciembre de 1989, se afilió al Frente de Salvación Nacional, para pronto abandonarlo y unirse a la Unión Democrática de Húngaros en Rumania (UDMR), siendo elegido presidente de la Sección del Condado de Mureș de la UDMR (1990-1994). 
En el período 1990-1996 fue diputado de Mureș en el Parlamento rumano, siendo elegido en las listas de la UDMR. Como miembro del Parlamento, fue miembro de la Comisión de Industria y Servicios entre 1990 y 1992, secretario de la Comisión de Dirección del Grupo Rumano de la Unión Interparlamentaria, en el mismo período, miembro de la Comisión de Política Económica, Reforma y Privatización, en una primera ocasión entre 1992 y 1994 y en una segunda ocasión en 1996, miembro de la Comisión Parlamentaria Rumana para la Integración Europea, entre 1992 y 1996, vicepresidente del grupo parlamentario UDMR, entre 1991 y 1994, miembro de la Oficina Permanente de la Cámara de Diputados, entre 1992 y 1995,  y secretario de la Cámara de Diputados entre septiembre de 1994 y diciembre de 1995. Adicionalmente, conformó entre 2000 y 2004 la comisión parlamentaria de amistad con Ecuador y Perú; entre 2004 y 2008 de la comisión de amistad con Dinamarca, Islandia y Austria; entre 2008 y 2012 de la comisión de amistad con Letonia, Dinamarca y Alemania y entre 2012 y 2016 de la comisión de amistad con Alemania y Dinamarca.
Tras la formación del Gobierno de Tariceanu, László Borbély fue nombrado Ministro Delegado de Transporte, Construcciones, Ordenacion Territorial, Obras Públicas y Turismo (29 de diciembre de 2004 - 5 de abril de 2007). Tras la reorganización del gobierno por la destitución de los ministros miembros del Partido Demócrata, se suprime el cargo de Borbély, siendo designado el 5 de abril de 2007 como Ministro de Fomento, Obras Públicas y Vivienda. En junio de 2008, Borbély se postuló para alcalde de Târgu Mureș, pero fue derrotado por la titular Dorin Florea, del Partido Demócrata Liberal, con un margen de 52,5-44,8.
El 23 de diciembre de 2009 fue nombrado como ministro de Medio Ambiente y Bosques, por el primer ministro conservador Emil Boc, dimitiendo del cargo el 5 de abril de 2012, dos meses después de que el nuevo primer ministro, Mihai Răzvan Ungureanu, tomara posesión del cargo, actuando Ungureanu como Ministro interino por algunos días. Borbély dimitió ya que la Autoridad Nacional Anticorrupción (DNA-Direcția Națională Anticorupție) anunció que, a través del Ministerio Público y el ministro de Justicia, solicitaría el levantamiento de la inmunidad parlamentaria de Borbély.
László Borbély es profesor asociado en la Universidad "Sapienția" de Târgu Mureș.
Además de rumano y húngaro, László Borbély también habla inglés.